# Dick Schoenaker
Dirk Hendrikus „Dick“ Schoenaker (* 30. November 1952 in Ede, Provinz Gelderland) ist ein ehemaliger niederländischer Fußballspieler.

## Karriere

### Verein
Schoenaker wechselte 1973 vom Amateurverein VV Ede zum WVV Wageningen, mit dem er unter Trainer Fritz Korbach am Ende der Saison 1973/74 in die Eredivisie aufstieg. Anschließend wechselte er zu BV De Graafschap, das ebenfalls in der Eredivisie spielte. 1976 unterschrieb Schoenaker einen Dreijahresvertrag bei Ajax Amsterdam. Dort wurde er bis 1985 sechsmal Landesmeister und erreichte fünfmal das Pokalfinale. In den Jahren 1979 und 1983 gewann er mit seinem Klub das Double. Ab 1983 war Schoenaker Mannschaftskapitän von Ajax.
Im Sommer 1985 wechselte er zum FC Twente Enschede. Dort traf er wieder auf Trainer Fritz Korbach, mit dem er zuvor beim FC Wageningen zusammengearbeitet hatte. Nach einer enttäuschenden Saison, die Twente nur auf dem 14. Platz abschloss, wurde Schoenaker zu Beginn der Saison 1986/87 vom neuen technischen Direktor Kees Rijvers aus dem Hauptkader gestrichen und trainierte nur noch mit der Reservemannschaft. Im Oktober 1986 wechselte er daraufhin zu Vitesse Arnheim, wo er 1988 seine Profikarriere beendete.

### Nationalmannschaft
Schoenaker gehörte zum Aufgebot der niederländischen Nationalmannschaft bei der Weltmeisterschaft 1978 in Argentinien. Beim 5:1 gegen Österreich in der zweiten Finalrunde des Turniers gab er sein Länderspieldebüt, als er in der 60. Spielminute für René van de Kerkhof eingewechselt wurde. Damit war Schoenaker der erste und mehr als 44 Jahre der einzige Spieler, der in der niederländischen Nationalmannschaft bei einer Weltmeisterschaft debütierte. Erst bei der Weltmeisterschaft 2022 in Katar feierte mit Torwart Andries Noppert ein weiterer niederländischer Spieler sein Länderspieldebüt bei einer Weltmeisterschaft.
Zwischen 1979 und 1985 bestritt Schoenaker weitere zwölf Länderspiele, in denen er sechs Tore erzielte. Aufgrund einer Verletzung verpasste er die Europameisterschaft 1980 in Italien.

## Erfolge
- Niederländischer Meister: 1976/77, 1978/79, 1979/80, 1981/82, 1982/83, 1984/85
- Niederländischer Pokalsieger: 1978/79, 1982/83